# Nyungara
Nyungara is een geslacht van haften (Ephemeroptera) uit de familie Leptophlebiidae.

## Soorten
Het geslacht Nyungara omvat de volgende soorten:
- Nyungara bunni
- Nyungara ellitasha